# The Path of the Clouds
The Path of the Clouds è il decimo album in studio non EP della cantautrice
 statunitense Marissa Nadler, pubblicato il 29 ottobre 2021.

## Tracce
Testi e musiche di Marissa Nadler.
1. Bessie, Did You Make It? – 4:29
2. The Path of the Clouds – 4:51
3. Couldn’t Have Done the Killing – 4:49
4. If I Could Breathe Underwater – 4:29
5. Elegy – 4:44
6. Well, Sometimes You Just Can’t Stay – 3:52
7. From Vapor to Stardust – 3:53
8. Storm – 3:52
9. Turned Into Air – 3:19
10. And I Dream of Running – 3:19
11. Lemon Queen – 4:36